# Successiano
Successiano (in latino: Successianus; fl. 254-260) è stato un generale romano di età imperiale, catturato dai Sasanidi insieme all’imperatore Valeriano.

## Biografia
Nulla si sa delle origini del personaggio, neppure della sua data di nascita. L'assenza totale di ogni evidenza riguardo al nomen significa che non è possibile effettuare alcuna analisi onomastica.
Le prime informazioni di Successiano le incontriamo quando era comandante della fortezza litoranea di Pityus sulla costa orientale del Mar Nero nell'attuale stato della Georgia. Questa regione non era inclusa nei domini romani, ma faceva parte di quei regni clienti di Roma, forniti spesso di guarnigioni romane. Durante il suo comando, Successiano fu attaccato dalla popolazione dei Borani, uno dei popoli abitanti nelle steppe a nord della Crimea, conosciuta generalmente come Scythae. Grazie a Successiano i Borani furono respinti dopo aver loro arrecato numerose perdite.
Questi successi fecero in modo di mettere in luce Successiano agli occhi dell'Imperatore Valeriano, il quale, una volta giunto in Siria per la guerra contro i Persiani, convocò il giovane comandante nel suo "quartier generale" di Antiochia, dove si racconta che Successiano aiutò l'Imperatore a ricostruire la città, che era stata ridotta in rovine dalla furia del "Re dei Re" Shapur I. Da questo nuovo successo, il passo fu breve per una promozione a prefetto del Pretorio (mentre un certo Silvano lo fu del figlio di Valeriano, Gallieno).
Sfortunatamente le qualità che avevano portato Successiano ad essere un eccellente comandante di guarnizione a Pityus, non lo furono come a capo dello "stato maggiore" di Valeriano: la difesa dell'Oriente romano si rivelò infatti poco efficace, nel cercare di cacciare le armate sasanidi di Sapore I da Mesopotamia e Siria. Si suppone infatti che Successiano sia stato nello staff di Valeriano, quando l'Imperatore romano fu catturato da Sapore prima ad Edessa nel 260. Si suppone inoltre che come il suo stesso imperatore, morì prigioniero in Persia.
Secondo infatti la fonte ufficiale persiana delle Res gestae divi Saporis:
(Res gestae divi Saporis, riga 24-25 da The American journal of Semitic languages and literatures, University of Chicago, 1940, vol. 57-58, p. 379)